# Serrat de Torà
El Serrat de Torà és un serrat de la part central nord de l'antic terme de Benés, a l'Alta Ribagorça, actualment del terme municipal de Sarroca de Bellera, al Pallars Jussà.
És un contrafort sud-occidental de la Serra de Plandestàs, i baixa d'aquesta serra cap a la vall de Manyanet, i el seu inici es troba just a llevant dels pobles de Manyanet i del Mesull. El capdamunt, ja a la Serra de Plandestàs, és els Cantons Rois, de 2.286,1 m. alt.